# Sinclairia andromachioides
Sinclairia andromachioides là một loài thực vật có hoa trong họ Cúc. Loài này được (Less.) Sch.Bip. ex Rydb. miêu tả khoa học đầu tiên năm 1927.